# Usztyje-kubinai járás

Az Usztyje-kubinai járás a Vologdai területen

Az Usztyje-kubinai járás (oroszul Усть-Кубинский район) Oroszország egyik járása a Vologdai területen. Székhelye Usztyje.

## Népesség
- 1989-ben 11 280 lakosa volt.
- 2002-ben 9 350 lakosa volt, akik főleg oroszok.
- 2010-ben 8 094 lakosa volt, melyből 7 950 orosz, 38 ukrán, 9 fehérorosz, 7 örmény, 5 cigány, 5 tatár, 5 üzbég, 2 azeri stb.